# BlackBerry (bedrijf)
BlackBerry (tot begin 2013 Research In Motion Limited, destijds afgekort tot RIM) is een Canadees bedrijf dat gespecialiseerd is in draadloze technologie. Het hoofdkantoor staat in Waterloo (Ontario) en is oprichter van het RIM Park in het noordelijke deel van de stad. Het bedrijf is opgericht door Mike Lazaridis, die samen met Jim Balsillie het bedrijf leidde tot 2011.
BlackBerry was vooral bekend als de maker van BlackBerry-toestellen, maar in september 2016 maakte het bedrijf bekend hiermee te stoppen. Het zal zich volledig richten op software voor de producten die door BlackBerry zelf wordt ontwikkeld. De voornaamste programmeertalen in gebruik zijn C++ en Java. Daarnaast ontwikkelt BlackBerry ook technologie voor draadloze toepassingen voor andere bedrijven.

## Geschiedenis
Voordat het begon met de BlackBerry-reeks werkte RIM samen met RAM Mobile Data en Ericsson om het door Ericsson ontwikkelde Mobitex draadloze datanetwerk om te zetten in een tweerichtings-paging en draadloos e-mailnetwerk. Belangrijk in deze ontwikkeling was de "Inter@ctive pager 950", die beschikbaar was in augustus 1998. Dit apparaat, dat ongeveer zo groot was als een zeepblokje, was belangrijk voor het SkyTel tweerichtings paging netwerk ontwikkeld door Motorola.
De eerste BlackBerry-telefoon was in het begin van 1999 op de markt gebracht. Deze maakte gebruik van dezelfde hardware als de Inter@ctive pager 950. Het stond in verbinding met het Mobitex netwerk. De BlackBerry was erg succesvol, omdat het een unieke e-mailmogelijkheid had dat nog geen enkele andere draadloze e-mailservice had. RIM had het "twee e-mail inboxen" probleem opgelost. Het "twee e-mail inboxen" probleem was het probleem waarbij men een draadloze mailbox had en een bedrijfs mailbox, wat lastig werkt omdat je dan twee e-mail adressen hebt. RIM was het eerste bedrijf dat dit oploste door middel van een "enkele mail inbox" oplossing, en hun eigen tussen software (BlackBerry Enterprise Server) en een "network operations center" (NOC). Deze NOC, die zich in Canada bevindt, haalt de e-mail op en zorgt ervoor dat het wordt verstuurd naar alle apparaten die zijn aangesloten op het netwerk, waardoor er dus maar een inbox nodig is. Het succes van de BlackBerry-smartphone heeft ervoor gezorgd dat de manier waarop de zakenwereld communiceert drastisch is veranderd.
De eerste BlackBerry die samen met telefoonfuncties kwam en tevens de eerste BlackBerry die buiten Noord-Amerika is verkocht, was in 2001 op de markt gebracht. Dit toestel maakte gebruik van de Europese GSM / GPRS standaard.
Sindsdien heeft RIM verschillende BlackBerry's op de markt gebracht die op GSM, CDMA en Motorola iDEN netwerken werken. Vanwege de veelal verslavende werking van de BlackBerry onder de zakenwereld en consumenten, heeft BlackBerry als bijnaam "Crackberry" gekregen.
Op 9 april 2010, maakte Research In Motion bekend QNX Software Systems, de maker van het QNX operating system, over te nemen van de toenmalige eigenaar Harman International Industries. In september 2010 kondigde RIM een tablet computer aan, genaamd BlackBerry PlayBook, met een nieuw besturingssysteem BlackBerry Tablet OS, gebaseerd op QNX. De eerste demo werd in januari 2011 gepresenteerd op de CES beurs in Las Vegas. De BlackBerry Playbook is in juni 2011 in Nederland op de markt verschenen.
In augustus 2013 werd bekendgemaakt dat BlackBerry "strategische alternatieven" onderzoekt, waaronder een mogelijke verkoop of samenwerking met een andere partij. BlackBerry maakte tot enkele jaren geleden zeer populaire smartphones maar hield te lang vast aan zijn eigen concept, toestellen met volledige toetsenbordjes. Consumenten omarmden intussen telefoons met aanraakschermen, zoals die van marktleiders Samsung en Apple. De beurswaarde van BlackBerry is in de afgelopen vijf jaar gekelderd van US$ 84 miljard naar minder dan US$ 5 miljard per begin augustus 2013. Grootaandeelhouder Fairfax Financial, met een belang van bijna 10%, heeft geen plannen om zijn belang te verkopen.
In september 2013 maakte BlackBerry bekend 4500 medewerkers te gaan ontslaan, dat is 40% van het totale personeelsbestand. Na deze ontslagronde telt het bedrijf nog 7000 medewerkers. Deze sanering volgt op een kwartaalverlies van bijna US$ 1 miljard. De koers van het aandeel BlackBerry daalde bijna 20% na het bekend worden van dit nieuws. Vier dagen later maakte de grootste aandeelhouder in het bedrijf een overnamebod bekend. Een groep investeerders onder leiding van Fairfax Financial biedt US$ 9 per aandeel of in totaal US$ 4,7 miljard. Fairfax kreeg echter het geld niet bijeen en trok het bod in. Om aan geld te komen heeft BlackBerry US$ 1 miljard aan converteerbare obligaties uitgegeven in november 2013. Fairfax Financial kocht een kwart van deze obligaties.
Eind september 2016 maakte BlackBerry bekend te stoppen met het ontwikkelen van eigen smartphones. Er blijven wel telefoons van het merk BlackBerry bestaan, maar die worden door anderen ontwikkeld en verkocht. Het bedrijf gaat zich richten op het ontwikkelen van software en gaat ook mobiele software licenseren aan andere partijen. Het staken van de hardware activiteiten kwam niet onverwacht, omdat de verkopen en de resultaten al jaren onder druk staan.

### Resultaten
De onderneming heeft een gebroken boekjaar dat loopt van begin maart tot eind februari. BlackBerry heeft tot het boekjaar 2011 een spectaculaire ontwikkeling doorgemaakt. Het aantal actieve gebruikers nam sterk toe en daarmee ook de omzet en resultaten. In 2011 kwam er een omslag, concurrenten brachten meer aansprekende modellen op de markt en de verkopen van BlackBerry daalden snel waardoor de resultaten verslechterden en het bedrijf in financiële problemen geraakte. In 2014 daalde de omzet met bijna 40% en leed het bedrijf een verlies van US$ 5,9 miljard. De rode cijfers waren een gevolg van afschrijvingen op onder meer voorraden smartphones die slecht verkopen en op de boekwaarde van bepaalde bezittingen. Het grote verlies in 2021 werd mede veroorzaakt door een afschrijving van US$ 600 miljoen op goodwill.
| Boekjaar | Omzet  | Bedrijfs- resultaat | Netto- resultaat | Actieve BlackBerry gebruikers |
| -------- | ------ | ------------------- | ---------------- | ----------------------------- |
| 2002     | 294    | -58                 | -28              | -                             |
| 2003     | 307    | -64                 | -149             | 534.000                       |
| 2004     | 595    | 78                  | 52               | 1.069.000                     |
| 2005     | 1350   | 386                 | 206              | 2.510.000                     |
| 2006     | 2066   | 617                 | 375              | 4.900.000                     |
| 2007     | 3037   | 807                 | 632              | 8.000.000                     |
| 2008     | 6009   | 1731                | 1294             | 14.000.000                    |
| 2009     | 11.065 | 2722                | 1893             | 25.000.000                    |
| 2010     | 14.953 | 3507                | 2457             | 41.000.000                    |
| 2011     | 19.907 | 4739                | 3444             | 70.000.000                    |
| 2012     | 18.423 | 1497                | 1164             | 77.000.000                    |
| 2013     | 11.073 | –1235               | –646             | 79.000.000                    |
| 2014     | 6813   | –7163               | –5873            | 69.000.000                    |
| 2015     | 3335   | –423                | –304             | 46.000.000                    |
| 2016     | 2160   | –223                | –208             | -                             |
| 2017     | 1309   | –1181               | –1206            | -                             |
| 2018     | 932    | 283                 | 405              | -                             |
| 2019     | 904    | 60                  | 93               | -                             |
| 2020     | 1040   | –149                | –152             | -                             |
| 2021     | 893    | –1107               | –1104            | -                             |

## Rechtszaken

### RIM tegen Glenayre
Research In Motion klaagde in 2001 concurrent Glenayre Electronics aan voor inbreuk op een van hun octrooien, maar dit was ook gedeeltelijk een reactie op een eerdere rechtszaak waarbij Glenayre RIM aanklaagde. RIM wilde dat de rechter een verbod voor Glenayre oplegde zodat ze niet langer inbreuk op hun octrooien konden maken. De rechtszaak werd uiteindelijk buiten de rechtszaal opgelost.

### NTP tegen RIM
In 2002 werd RIM aangeklaagd door NTP in de Amerikaanse "District Court for the Eastern District of Virginia" rechtszaal voor inbreuk op hun octrooien. RIM verweerde zichzelf door aan te tonen dat de octrooien van NTP niet geldig waren. De technologie zou al bestaan voordat NTP de aanvraag voor hun octrooien indiende. Dit verweer was niet succesvol, omdat RIM enkele onderdelen gebruikte voor de demonstratie die pas bestonden na de datum waarop NTP de aanvraag voor hun octrooien indiende. De octrooien werden geldig verklaard en RIM werd schuldig bevonden aan het bewust inbreuk maken op de octrooien en moest US$ 23 miljoen betalen als schade aan NTP. RIM was er niet mee eens dat de inbreuk bewust was en probeerde dit aan te vechten. Dit was echter niet succesvol.
Tijdens het hoger beroep ontdekte RIM nieuw bewijs dat aantoon dat de octrooien van NTP toch ongeldig waren. RIM diende een aanvraag in bij het Amerikaanse octrooibureau om de octrooien van NTP opnieuw te onderzoeken. Dat onderzoek verliep apart, en had geen invloed op de rechtszaak. In februari 2006 werden de drie belangrijke octrooien van NTP ongeldig verklaard door het octrooien bureau, maar NTP heeft een bezwaar ingediend, en het onderzoek loopt nog steeds.
Op 3 maart 2006 kondigde RIM aan het de rechtszaak was opgelost samen met NTP, en er werden verscheidene afspraken gemaakt tussen RIM en NTP, waarbij RIM US$ 612,5 miljoen aan NTP zou betalen.

### Visto tegen RIM
Op 1 mei 2006 werd RIM aangeklaagd door Visto vanwege inbreuk op hun octrooien. Visto won deze zaak en RIM moest een boete betalen van US$ 3,6 miljoen of 19,75% van zijn inkomsten.

### BlackBerry tegen Qualcomm
In april 2017 kreeg BlackBerry een schadevergoeding van US$ 815 miljoen toegewezen tegen chipmaker Qualcomm. BlackBerry was een rechtszaak begonnen omdat zij lange tijd te veel heeft betaald voor licenties voor het gebruik van technologie van Qualcomm. De rechter gaf BlackBerry gelijk. Een definitief besluit over de hoogte van het bedrag wordt in mei genomen en Qualcomm moet ook de kosten van de rechtsgang betalen en de rente vergoeden.

## BBM Music
In november 2011 lanceerde Research in Motion hun eigen BlackBerry-muziekdienst: BBM Music. Dit was van korte duur en op 2 juni 2013 hield BBM Music op te bestaan.